# سن-میشل، کبک
سن-میشل (به فرانسوی: Saint-Michel) شهری در منطقه شهری له ژاردن-دو-ناپیرویل ناحیه مونترژی در استان کبک کانادا است. در سرشماری سال ۲۰۱۱ این شهر ۲٬۶۸۱ نفر جمعیت داشته‌است و مساحت آن ۵۷٫۳۶ کیلومتر مربع است.